# 稲垣潤太郎
稲垣 潤太郎（いながき じゅんたろう、1893年〈明治26年〉4月17日 - 没年不詳）は、日本の内務官僚。

## 経歴
鳥取県出身。1917年（大正6年）に京都帝国大学法科大学独法科を卒業し、高等文官試験に合格した。長野県警視、同理事官、宮内事務官・参事官、帝室林野管理局事務官、岡山県事務官、北海道庁学務部長、秋田県警察部長、北海道庁警察部長、富山県警察部長、兵庫県警察部長などを経て、1935年（昭和10年）に香川県書記官・総務部長に就任した。
1939年（昭和14年）に退官した後は、1942年（昭和17年）まで福島県若松市（現：会津若松市）助役を務めた。